# Problem osmih dam
|    | |    |    |    |    |    |    |
|    | \| \| \| \| \| \| \| \| \| \| \| \| \| \| \| \| \| \| \| \| \| \| \| \| \| \| \| \| \| \| \| \| \| \| \| \| \| \| \| \| \| \| \| \| \| \| \| \| \| \| \| \| \| \| \| \| \| \| \| \| \| \| \| \| \| \| \| \| \| \| \| \| |    |    |    |    |    |    |
|    | |    |    |    |    |    |    |
| a8 | b8 | c8 | d8 | e8 | f8 | g8 | h8 |
| a7 | b7 | c7 | d7 | e7 | f7 | g7 | h7 |
| a6 | b6 | c6 | d6 | e6 | f6 | g6 | h6 |
| a5 | b5 | c5 | d5 | e5 | f5 | g5 | h5 |
| a4 | b4 | c4 | d4 | e4 | f4 | g4 | h4 |
| a3 | b3 | c3 | d3 | e3 | f3 | g3 | h3 |
| a2 | b2 | c2 | d2 | e2 | f2 | g2 | h2 |
| a1 | b1 | c1 | d1 | e1 | f1 | g1 | h1 |

| a8 | b8 | c8 | d8 | e8 | f8 | g8 | h8 |
| a7 | b7 | c7 | d7 | e7 | f7 | g7 | h7 |
| a6 | b6 | c6 | d6 | e6 | f6 | g6 | h6 |
| a5 | b5 | c5 | d5 | e5 | f5 | g5 | h5 |
| a4 | b4 | c4 | d4 | e4 | f4 | g4 | h4 |
| a3 | b3 | c3 | d3 | e3 | f3 | g3 | h3 |
| a2 | b2 | c2 | d2 | e2 | f2 | g2 | h2 |
| a1 | b1 | c1 | d1 | e1 | f1 | g1 | h1 |

Problém ôsmih dám je problem šahovskega tipa in zahteva postavitev osmih dam na šahovnici 8 × 8, tako da druga druge ne napadajo. Pri tem veljajo običajna pravila gibanja  dame. Barva figure je nepomembna, tako da lahko vsaka figura napade katerokoli drugo. Ali drugače rečeno, dve dami ne moreta hkrati biti v isti vrstici, stolpcu ali diagonali.

## Zgodovina
Skozi čas je problem obravnavalo veliko matematikov. Najbolj znani med njimi so Gauss, Pólya in Lucas. Problem je poseben primer splošnejšega problema, ki zahteva rešitve postavitev n dam na šahovnici n × n.
Zanimivo je, da veliko ljudi pripisuje problem in njegovo rešitev Gaussu. Problem je dejansko prvi predlagal nemški šahist Max Bezzel leta 1848 v časopisu Berliner Schachzeitung. S poskušanjem je do prvih 60 rešitev prišel Franz Nauck in jih 1. junija 1850 objavil v časopisu Leipziger Illustrierte Zeitung. Nauck (sicer slep od rojstva) je tudi posplošil problem na n dam in šahovnico n × n. Gauss se je po Nauckovi objavi rešitev lotil problema in sam našel le 72 rešitev, ki jih je zapisal 2. septembra 1850 v pismu svojemu prijatelju, astronomu Schumachru. Tedaj še niso poznali postopkov reševanja in s preskušanjem se da nalogo rešiti v dobrih desetih urah. Nauck je 21. septembra 1850 v isti reviji objavil vseh 92 rešitev. Tak potek dogodkov je ugotovil nemški raziskovalec problemov iz razvedrilne matematike V. Arens. Leta 1874 je S. Günther predložil postopek reševanja s pomočjo determinant, angleški matematik Glaisher pa je še dodelal ta pristop. Glaisher je tudi prvi dokazal, da obstaja natanko 92 rešitev.
Problem se je v 1990. znašel v razširjeni računalniški igri The 7th Guest.

## Rešitve
Problem osmih dam ima 92 različnih rešitev, oziroma 12 rešitev, če upoštevamo še simetrijske operacije, kot so zasuk in zrcaljenje šahovnice v skladu z Burnsideovo lemo (Pólyev izrek).
Osnovne rešitve urejene leksikografsko so:
1. 1, 5, 8, 6, 3, 7, 2, 4
2. 1, 6, 8, 3, 7, 4, 2, 5
3. 2, 4, 6, 8, 3, 1, 7, 5
4. 2, 5, 7, 1, 3, 8, 6, 4
5. 2, 5, 7, 4, 1, 8, 6, 3
6. 2, 6, 1, 7, 4, 8, 3, 5
7. 2, 6, 8, 3, 1, 4, 7, 5
8. 2, 7, 3, 6, 8, 5, 1, 4
9. 2, 7, 5, 8, 1, 4, 6, 3
10. 3, 5, 2, 8, 1, 7, 4, 6
11. 3, 5, 8, 4, 1, 7, 2, 6
12. 3, 6, 2, 5, 8, 1, 7, 4

## Rešitve splošnega problema
Splošni problem n dam ima število rešitev za n ≥ 1 (OEIS A000170):
1, 0, 0, 2, 10, 4, 40, 92, 352, 724, 2680, 14200, 73712, 365596, 2279184, 14772512, 95815104, 666090624, 4968057848, 39029188884,
314666222712, 2691008701644, 24233937684440, ...
Šahovnici za n = 2, 3 nimata rešitev.
Število osnovnih rešitev splošnega problema za n ≥ 1 (OEIS A002562):
1, 0, 0, 1, 2, 1, 6, 12, 46, 92, 341, 1787, 9233, 45752, 285053, 1846955, 11977939, 83263591, 621012754, 4878666808,
39333324973, 336376244042, 3029242658210, ...
| n  | različne rešitve (A000170) | {\displaystyle C_{2}} (A032522) | {\displaystyle D_{2}} (90°) A033148) | osnovne rešitve (A002562) |
| -- | -------------------------- | ------------------------------- | ------------------------------------ | ------------------------- |
| 1  | 1                          | 1                               | 1                                    | 1                         |
| 2  | 0                          | 0                               | —                                    | 0                         |
| 3  | 0                          | 0                               | —                                    | 0                         |
| 4  | 2                          | 2                               | 2                                    | 1                         |
| 5  | 10                         | 2                               | 2                                    | 2                         |
| 6  | 4                          | 4                               | —                                    | 1                         |
| 7  | 40                         | 8                               | —                                    | 6                         |
| 8  | 92                         | 4                               | 0                                    | 12                        |
| 9  | 352                        | 16                              | 0                                    | 46                        |
| 10 | 724                        | 12                              | —                                    | 92                        |
| 11 | 2.680                      | 48                              | —                                    | 341                       |
| 12 | 14.200                     | 80                              | 8                                    | 1.787                     |
| 13 | 73.712                     | 136                             | 8                                    | 9.233                     |
| 14 | 365.596                    | 420                             | —                                    | 45.752                    |
| 15 | 2.279.184                  | 1.240                           | —                                    | 285.053                   |
| 16 | 14.772.512                 | 3.000                           | 64                                   | 1.846.955                 |
| 17 | 95.815.104                 | 8.152                           | 128                                  | 11.977.939                |
| 18 | 666.090.624                | 18.104                          | —                                    | 83.263.591                |
| 19 | 4.968.057.848              | 44.184                          | —                                    | 621.012.754               |
| 20 | 39.029.188.884             | 144.620                         | 480                                  | 4.878.666.808             |
| 21 | 314.666.222.712            | 375.664                         | 704                                  | 39.333.324.973            |
| 22 | 2.691.008.701.644          | 1.250.692                       | —                                    | 336.376.244.042           |
| 23 | 24.233.937.684.440         | 3.581.240                       | —                                    | 3.029.242.658.210         |
| 24 | 227.514.171.973.736        | 11.675.080                      | 3.328                                | 28.439.272.956.934        |
| 25 | 2.207.893.435.808.352      | 34.132.592                      | 3.264                                | 275.986.683.743.434       |
| 26 | 22.317.699.616.364.044     | 115.718.268                     | —                                    | 2.789.712.466.510.289     |
| 27 | ?                          | 320.403.024                     | —                                    | ?                         |

Splošni obrazec za točno število rešitev ni znan. Rešitev za n = 26 je 11. julija 2009 izračunala skupina Queens(AT)TUD s Tehniške univerze v Dresdnu. Njen rezultat so potrdili 15. septembra istega leta s paralelnim programskim sistemom MC# na dveh superračunalnikih.

## Sorodni problemi
- Uporaba drugih figur

Na šahovnico 8 × 8 lahko postavimo 32 neodvisnih skakačev, 14 lovcev ali 16 kraljev. Lahko uporabimo tudi pravljične šahovske figure, na primer, amazonke.
- Problem amazonk.

Amazonka (imenovana tudi superdama) je figura, ki se giblje kot dama in kot skakač. Postaviti je možno deset amazonk na šahovnico 10 × 10, da druga druge ne napadajo, na točno štiri načine. Na manjših šahovnicah ne obstaja rešitev problema z amazonkami.
- Nestandardne šahovnice

Pólya je raziskoval problem n dam na šahovnici v obliki svitka. Raziskovali so tudi druge oblike. Na primer trirazsežno šahovnico.
- Prevlada

Za dano šahovnico n × n je potrebno najti število prevlade, ki pomeni najmanjše število dam (ali drugih figur), da so napadena vsa polja. Pri tem velja, da je polje na katerem stoji figura že napadeno. Glej problem petih dam.
- Problem devetih dam (v angleščini)

Postavitev devetih dam in enega kmeta, da se dame med sabo ne napadajo. Posplošitev, ki trenutno ni znana je, šahovnica n × n in m > n dam. Rešitev išče najmanjše število kmetov, da se spet dame ne bodo napadale.
- Problem dam in skakačev Arhivirano 2005-10-16 na Wayback Machine. (v angleščini)

Postavitev m dam in m skakačev na šahovnico n × n, da se figure med seboj ne napadajo.
- Celoštevilsko zaporedje

Paul B. Muljadi je pokazal, da če ostevilčimo 64 polj šahovnice zaporedoma od 1 do 64, lahko vse različne rešitve prikažemo z 92 celoštevilskimi zaporedji, kjer položaj dame predstavlja člen.
Ena rešitev je na primer
{\displaystyle 6,9,21,26,40,43,55,60\;}
Ker mora vsaka dama biti v natančno eni vrstici ali stolpcu (in diagonali) in ker je enako število dam kot je vrstic in stolpcev, bo vsota takšnega zaporedja vedno ista. V zgornjem zaporedju bo vsota 8 + Σ(1..7) + 8 · Σ(1..7) = 260, kar predstavlja magično konstanto za problem osmih dam za vseh 92 različnih rešitev.
Seveda lahko rešitve zapišemo še drugače. Na primer za zgornjo rešitev s številčnim nizom:
{\displaystyle 6,1,5,2,8,3,7,4\;,}
ali v algebrskem šahovskem zapisu:
a6, b1, c5, d2, e8, f3, g7, h4,
ali z matriko:
{\displaystyle {\begin{bmatrix}0&0&0&0&0&1&0&0\\1&0&0&0&0&0&0&0\\0&0&0&0&1&0&0&0\\0&1&0&0&0&0&0&0\\0&0&0&0&0&0&0&1\\0&0&1&0&0&0&0&0\\0&0&0&0&0&0&1&0\\0&0&0&1&0&0&0&0\\\end{bmatrix}}\;.}
- Magični kvadrat

Muljadi je tudi odkril, da je magična konstanta problema osmih dam enaka kot magična konstanta magičnih kvadratov reda 8.
- Latinski kvadrat
- Skakačev obhod
- Šahovski problem
- Problem šahovskega tipa

## Problem osmih dam kot zgled uporabe različnih algoritmov
Problem osmih dam je dober zgled preprostega vendar ne trivialnega problema. Zaradi tega se velikokrat uporablja kot zgled za različne programerske postopke, od katerih velja omeniti netradicionalne pristope kot so logično programiranje ali genetski algoritmi.
Največkrat se uporablja kot zgled problema, ki se ga da rešiti z rekurzivnim algoritmom tako, da se problemu n dam dodaja posamezna dama k poljubni rešitvi problema (n-1) dam. Z matematično indukcijo se tako pride do problema 0 dam, kar predstavlja prazno šahovnico.

## Zgledi programov

### Zgled programa v pascalu
Spodnji program rešuje nalogo v programskem jeziku pascal s pomočjo rekurzije. Izpiše vseh 92 rešitev.
```
 
program
 
osemdam
(
output
)
;

 
var
 
st
,
 
j
 
:
 
integer
;

     
a
 
:
 
array
 
[
 
1
..
 
8
]
 
of
 
boolean
;

     
b
 
:
 
array
 
[
 
2
..
16
]
 
of
 
boolean
;

     
c
 
:
 
array
 
[
-
7
..
 
7
]
 
of
 
boolean
;

     
x
 
:
 
array
 
[
 
1
..
 
8
]
 
of
 
integer
;

   
procedure
 
try
(
i
:
integer
)
;

   
var
 
j
,
k
:
integer
;

   
begin

     
for
 
j
:=
1
 
to
 
8
 
do
 
begin

       
if
 
a
[
j
]
 
and
 
b
[
i
+
j
]
 
and
 
c
[
i
-
j
]

       
then
 
begin

         
x
[
i
]
 
:=
 
j
;

         
a
[
j
]
 
:=
 
false
;
 
b
[
i
+
j
]
 
:=
 
false
;
 
c
[
i
-
j
]
 
:=
 
false
;

         
if
 
i
<
8
 
then
 
{rekurzivni klic}

           
try
(
i
+
1
)

         
else

         
begin
 
{izpis resitve}

           
inc
(
st
)
;
 
write
(
st
:
5
,
'. '
)
;

           
for
 
k
:=
1
 
to
 
8
 
do
 
write
(
x
[
k
])
;
 
writeln
;

         
end
;

         
a
[
j
]
 
:=
 
true
;
 
b
[
i
+
j
]
 
:=
 
true
;
 
c
[
i
-
j
]
 
:=
 
true
;

       
end
;
 
{if}

     
end
;
 
{for}

   
end
;
 
{try}

  
begin
 
{glavni program}

    
for
 
j
:=
 
1
 
to
 
8
  
do
 
a
[
j
]
:=
true
;

    
for
 
j
:=
 
2
 
to
 
16
 
do
 
b
[
j
]
:=
true
;

    
for
 
j
:=
 
-
7
 
to
 
7
 
do
 
c
[
j
]
:=
true
;

    
st
:=
0
;

    
try
(
1
)
;

  
end
.

```

Vir: N. Wirth, Računalniško programiranje I, Ljubljana, 1981.

### Zgled programa v Q
Algoritem za reševanje problema n dam, zapisan v Q, ki uporablja postopek vračanja (backtracking):

queens N        = search N 1 1 [];

search N I J P  = write P || writes "\n" if I>N;

                = search N (I+1) 1 (P++[(I,J)]) || fail if safe (I,J) P;

                = search N I (J+1) P if J<N;

                = () otherwise;

safe (I1,J1) P  = not any (check (I1,J1)) P;

check (I1,J1) (I2,J2)

                = (I1=I2) or else (J1=J2) or else

                  (I1+J1=I2+J2) or else (I1-J1=I2-J2);

### Zgled programa za HP-41
Glej HP-41.

### Povezave do rešitev
- Atari BASIC
- Genetic algorithms
- Haskell/Java hibrid Arhivirano 2006-04-30 na Wayback Machine.
- Java
- Standard ML
- Celoštevilska zaporedja Arhivirano 2005-03-19 na Wayback Machine.